# 高潔 (作家)
高潔（1947年10月23日—），筆名高西維、西維、龍飛立等，原籍廣東南海，生于雲南昆明，香港作家和记者。

## 生平
高潔出生於報人家庭，在香港及廣州兩地接受教育，1984年到法國留學，旅居至今。
七十年代初由廣州回港。業餘從事翻譯和寫作，長期在新晚報撰寫‘人物誌’專欄。現定居法國巴黎，並出任香港大公報駐巴黎特約記者，研究及撰寫國際政治新聞和香港信報財經新聞副刊的專欄作家。

## 家庭
父親是大公報副刊主任。

## 著作
- 《創業奇才 : 蜚聲國際27人》，龍飛立著，博益出版集團有限公司出版，1986，ISBN 9621700612
- 《國際文化明星傳奇》， 龍飛立著，南粤出版社出版，1987，ISBN 9620402758
- 《摩登王室人物珍聞》，龍飛立著，南粤出版社出版，1987，ISBN 9620405587
- 《時裝風雲人物》，龍飛立著，創藝文化企業有限公司出版，1990
- 《合金菩薩》，西維著，荻笛軒出版，1984
- 《小福星》，高潔著，中國文化事業有限公司出版，1962